# Centaurea andresii
Centaurea andresii là một loài thực vật có hoa trong họ Cúc. Loài này được López Pach. mô tả khoa học đầu tiên năm 1979.